# Chimastrum
Chimastrum is een geslacht van vlinders uit de familie van de prachtvlinders (Riodinidae), onderfamilie Riodininae.
Chimastrum werd in 1886 voor het eerst wetenschappelijk beschreven door Godman & Salvin.

## Soorten
Chimastrum omvat de volgende soorten:
- Chimastrum argentea (Bates, H, 1866)
- Chimastrum celina (Bates, H, 1868)